# Triendlsiedlung
Die Triendlsiedlung ist eine Ortslage im Südöstlichen Mittelgebirge unweit von Innsbruck in Tirol und gehört zur Gemeinde Rinn im Bezirk Innsbruck-Land.

## Geographie
Die Triendlsiedlung befindet sich südlich zwischen Innsbruck und Hall, etwa einen Kilometer westlich des Dorfs Rinn gegen Aldrans hin neben der Rinner Straße (Mittelgebirgsstraße, L 9). Sie liegt auf 890 m ü. A. Höhe am Fuß des Patscherkofels.
Die Ortslage umfasst 23 Gebäude, mit den Adressen Triendlsiedlung (2016: 11) und Versuchsfeld (2016: 12).
Östlich liegt der Rinner Bichl (963 m ü. A.), eine Erhebung der Mittelgebirgsterrasse.
| Prockenhöfe (Gem. Aldrans) |                                             | Mooshöfe |
| Wiesenhöfe (Gem. Aldrans)  | Kompassrose, die auf Nachbargemeinden zeigt | Rinn     |
|                            |                                             |          |

## Geschichte und Sehenswürdigkeiten
Namensgebend ist das Gehöft Triendl (Hausnummer 10). Er ist in der Josephinischen (1.) Landesaufnahme (1801/05) noch als Fridelhof genannt. Als Besonderheit hat das Haus eine schlichte Lüftlmalerei mit der Darstellung des Andreas von Rinn um 1920 und Tiroler Wappen.
Die südlicheren Ortslagen heißen Versuchsfeld. Der Name bezieht sich auf die Samenprüfanstalt Rinn, die während des Weltkriegs von Erwin Mayr (1899–1969) gegründete und lange geleitete Landesanstalt für Pflanzenzucht und Samenprüfung. Diese übersiedelte ab 2000 an die Landwirtschaftliche Landeslehranstalt Imst (LLA Imst). Die Gebäude wurden jüngst abgegeben (heute Schafferer Erdbau), Bürogebäude, Laborgebäude mit Glashaus, und das Wohngebäude (Hausnummer 2, mit einem Wandbild von Walter Honeder, um 1956) sind aber als gewerbliches Denkmal im Tiroler Kunstkataster vermerkt. Die Prüfanstalt war für die heutige Genbank des Landes Tirol mit allen registrierten Anbausorten und vielen wichtigen Lokalsorten, insbesondere Getreide, bekannt.
Unterhalb der Triendlsiedlung findet sich am Zimmertalbach (früher Teufelsmühlenbach) der Rest einer alten Mühle, Teufelsmühle genannt.
Die Gegend ist Wohn- und Freizeitgebiet (Innsbrucker Naherholungsraum).
Durch den Ort führt der Patscherkofel-Radweg Igls – Judenstein, auch ein Abschnitt des Bike Trail Tirol Windegg - Matrei.

## Nachweise
- 70345 – Rinn. Gemeindedaten der Statistik Austria

1. ↑  Adressen suchen | Land Tirol. 24. März 2016, archiviert vom Original am 24. März 2016; abgerufen am 24. März 2016.
2. ↑  Erste (Josephinische) Landesaufnahme 1801/1805. Layer in TIRIS: Historische Kartenwerke Tirol.
3. ↑  Einhof, quergeteilt, Mittelflurgrundriss, Triendl. In: Tiroler Kunstkataster. Abgerufen am 15. November 2015.
4. 1 2  Vergl. Bettina Bosin: „Die „Erfindung“ von Saatgut in Österreich. Eine Actor – Network – Analyse des Saatgutgesetzes von 1934.“ Diplomarbeit Uni Wien, September 2008, S. 7 u. 21 (pdf, univie.ac.at).
5. ↑  Geschichte: Detaillierter Chronologischer Überblick. lla.ihc.at.
6. ↑  Bürogebäude, Laborgebäude mit Glashaus, Wohngebäude, ehemalige Pflanzen- und Samenprüfanstalt. In: Tiroler Kunstkataster. Abgerufen am 15. November 2015.
7. ↑  Saatgut und Alte Sorten. tirol.gv.at → Thema Agrar & Ländlicher Raum.
8. ↑  Die Teufelsmühle. Auf Sagen.at >> Traditionelle Sagen